# Kun István (festőművész)
Kun István (Szászfenes, 1908. július 10. – Veszprém, 1980. július 5.) magyar festő, művészpedagógus. Főleg tájképeket és portrékat festett az alföldi iskola hagyományai nyomán.

## Életpályája
Kolozsvárott és Nagybányán folytatott művészeti tanulmányokat, majd 1930 és 1935 között a budapesti Képzőművészeti Főiskolán volt Rudnay Gyula tanítványa. 1938-ban egyéves római ösztöndíjas tanulmányutat nyert. 1938-ban szerepelt a Velencei Biennálén.
A második világháború után, 1947-től Baján élt a művésztelepen és tanított a képzőművészeti iskolában.
Több festménye állami múzeumokba került.

## Egyéni kiállításai (válogatás)
- Kaposvár (1931)
- Pécs (1955)
- Budapest (1971)
- Baja, Szolnok (1972)
- Dunaújváros (1976)

## Díjai, elismerései
- Szinyei Merse Társaság kitüntető elismerése (1937)
- Nemes Marcell-díj (1938)
- a Nemzeti Szalon Magyar Tájak című kiállításának II. díja (1939)